# Blastodacna rossica
Blastodacna rossica is een vlinder uit de familie grasmineermotten (Elachistidae). De wetenschappelijke naam is voor het eerst geldig gepubliceerd in 1989 door Sinev.
De soort komt voor in Europa.